# Srikalahasti
Srikalahasti là một thành phố và khu đô thị của huyện Chittoor thuộc bang Andhra Pradesh, Ấn Độ.

## Nhân khẩu
Theo điều tra dân số năm 2001 của Ấn Độ, Srikalahasti có dân số 70.876 người. Phái nam chiếm 50% tổng số dân và phái nữ chiếm 50%. Srikalahasti có tỷ lệ 67% biết đọc biết viết, cao hơn tỷ lệ trung bình toàn quốc là 59,5%: tỷ lệ cho phái nam là 75%, và tỷ lệ cho phái nữ là 59%. Tại Srikalahasti, 12% dân số nhỏ hơn 6 tuổi.